# گروه جی‌اس
گروه جی‌اس  (به انگلیسی: GS Group) شرکت خوشه‌ای کره‌ای است، که از تعداد زیادی شرکت تابعه و زیرمجموعه تشکیل شده، که شامل جی‌اس کلتکس، جی‌اس اسپورت (مالک باشگاه فوتبال سئول) جی‌اس ای‌اندسی، جی‌اس شاپ، جی‌اس ریتیل و جی‌اس گلوبال می‌باشد.
در سال ۲۰۰۴ پس از آنکه خانواده نام کنترل کامل کمپانی ال‌جی گروپ را در دست گرفتند، خانواده هو (که از بنیانگذاران شرکت ال‌جی بودند) از مجموعه ال‌جی جدا شدند و در سال ۲۰۰۵ گروه جی‌اس را تأسیس کردند.
دفتر مرکزی این شرکت در شهر سئول، کره جنوبی قرار دارد و بخشی از سهام آن در بازار بورس کره معامله می‌شود. امروزه این شرکت در حوزه‌های انرژی، ساخت‌وساز، خرده‌فروشی و ورزش فعالیت گسترده‌ای دارند.